# Brest Bretagne Handball
Brest Bretagne Handball, auch bekannt als BBH, ist ein französischer Handballverein aus Brest. Die Damenmannschaft spielt in der höchsten französischen Spielklasse, der Division 1.

## Geschichte
Der Verein wurde im Jahr 2004 unter den Namen HBF Arvor 29 gegründet. Im Jahr 2012 gewann die Damenmannschaft die französische Meisterschaft. Anschließend musste der Verein Konkurs anmelden und startete daraufhin unter den Namen Brest Penn Ar Bed in der dritthöchsten französischen Spielklasse. 2014 stieg der Verein in die zweithöchste Spielklasse auf. Daraufhin benannte sich der Verein in Brest Bretagne Handball um. Zwei Jahre später gewann Brest Bretagne Handball als erster Zweitligist den französischen Pokal. Im selben Jahr stieg Brest in die höchste französische Spielklasse auf.

## Erfolge

### Division 1 (Ligue Butagaz Énergie)
- Sieger: 2012, 2021
- 1. Platz ex aequo: 2020
- 2. Platz: 2011, 2017, 2018, 2022, 2023

### Coupe de France (Pokal)
- Sieger: 2016, 2018, 2021
- Finalist: 2019

### Coupe de la ligue (Ligapokal)
- Sieger: 2012
- Finalist: 2011

### EHF Champions League
- Finalist: 2021

## Kader

### Saison 2025/26
| Nr. | Nat.        | Name              | Position | Geburtstag | Größe  |
| --- | ----------- | ----------------- | -------- | ---------- | ------ |
| 01  | Frankreich  | Camille Depuiset  | TW       | 19.10.1998 | 1,78 m |
| 12  | Frankreich  | Floriane André    | TW       | 30.05.2000 | 1,84 m |
| 25  | Frankreich  | Mélina Cantin     | TW       | 25.11.2003 | 1,77 m |
| 02  | Frankreich  | Méline Nocandy    | RM       | 25.02.1998 | 1,75 m |
| 04  | Frankreich  | Nayenka Noslen    | RA       | 04.07.2008 | 1,74 m |
| 06  | Slowenien   | Ana Gros          | RR       | 21.01.1991 | 1,86 m |
| 08  | Frankreich  | Clarisse Mairot   | RL       | 27.01.2001 | 1,70 m |
| 09  | Frankreich  | Kiara Tshimanga   | LA       | 23.11.2002 | 1,64 m |
| 10  | Frankreich  | Coralie Lassource | LA       | 01.09.1992 | 1,70 m |
| 11  | Frankreich  | Oriane Ondono     | KM       | 14.04.1996 | 1,80 m |
| 13  | Russland    | Anna Wjachirewa   | RR       | 13.03.1995 | 1,68 m |
| 14  | Frankreich  | Enola Borg        | RL       | 31.05.2005 | 1,79 m |
| 15  | Frankreich  | Juliette Faure    | LA       | 16.06.1997 | 1,75 m |
| 21  | Frankreich  | Laura Kanor       | RR       | 19.04.1995 | 1,83 m |
| 22  | Frankreich  | Pauletta Foppa    | KM       | 22.12.2000 | 1,77 m |
| 23  | Deutschland | Annika Lott       | RL       | 07.12.1999 | 1,80 m |
| 30  | Frankreich  | Siobann Delaye    | RA       | 01.06.2003 | 1,73 m |
| 55  | Frankreich  | Pauline Coatanea  | RA       | 06.07.1993 | 1,65 m |

Trainer: Raphaëlle Tervel

## Bekannte ehemalige Spielerinnen
- Julie Goiorani
- Ana Gros
- Isabelle Gulldén
- Alexandra Lacrabère
- Astride N’Gouan
- Julija Nikolić
- Mayssa Pessoa
- Allison Pineau
- Louise Sand
- Monika Stachowska
- Sandra Toft